# (329230) 2007 CV54
(329230) 2007 CV54 este un asteroid din centura principală, descoperit pe februarie 2007 de Maciej Małkowski și Piotr Tylenda.